# Злотницкий, Эразм Антонович
Эразм (Герасим) Антонович Злотницкий (1788—?) — русский военный деятель, полковник. Участник Отечественной войны 1812 года.

## Биография
Родился в 1788 году. Отец — польский и русский военный деятель А. О. Злотницкий. Будучи капитаном польских бригад, он в 1805 году поступил подпоручиком в Новороссийский драгунский полк и тогда же принял участие в сражениях при Кремсе и Аустерлице, за что был награждён золотой шпагой «за храбрость» и орденом Святого Владимира 4-й степени. В 1808 году Злотницкий участвовал в штурмах Браилова и Рущука.
В 1808 году произведён в поручики, в 1811 году — в штабс-капитаны, и в том же году за отличие в делах в Молдавии — в капитаны. В следующем году и до кончины Кутузова он состоял адъютантом при нём. Сражался в Бородинской битве и был награждён за это орденом Святой Анны 2-й степени.
Произведённый в 1813 году в майоры, Злотницкий в том же году был перевёден тем же чином в Кавалергардский полк; через два года он был переименован в штабс-ротмистры, а в 1816 году произведён в ротмистры и подполковники, с переводом в Екатеринославский кирасирский полк. В 1817 году он перевёлся в Астраханский кирасирский полк, а в следующем году, по личным обстоятельствам, вышел в отставку с чином полковника. Год смерти его неизвестен.